# Liste der Stolpersteine in Cuxhaven
Die Liste der Stolpersteine in Cuxhaven enthält die vom Künstler Gunter Demnig in Cuxhaven verlegten 22 Stolpersteine, die an das Schicksal der Menschen erinnern, die im Nationalsozialismus ermordet, deportiert, vertrieben oder in den Suizid getrieben wurden. Die Biographien dieser Bürger wurden von Schülern mehrerer Cuxhavener Schulen auf Grundlage zweier Veröffentlichungen von Frauke Dettmer recherchiert. Das Projekt „Stolpersteine“ wird vom Förderverein Cuxhaven e. V. in Zusammenarbeit mit der Stadt Cuxhaven initiiert. Im Jahr 2015 sollen weitere Stolpersteine verlegt werden.
Die Tabelle ist teilweise sortierbar; die Grundsortierung erfolgt nach Verlegedatum, Standort und dem Familiennamen.

## Liste der Stolpersteine
| Standort                   | Person                | Verlegedatum       | Inschrift | Bild |
| -------------------------- | --------------------- | ------------------ | --- | --- |
| Große Hardewiek 1 Lage     | Rosenthal, Betty Erna | 30. September 2014 | HIER WOHNTE BETTY ERNA ROSENTHAL VERH. ASCH JG. 1903 FLUCHT 1933 HOLLAND INTERNIERT WESTERBORK BEFREIT/ÜBERLEBT                                             | |
| Große Hardewiek 1 Lage     | Rosenthal, Gerda      | 30. September 2014 | HIER WOHNTE GERDA ROSENTHAL VERH. ELIAS JG. 1915 DEPORTIERT 1941 MINSK ERMORDET                                                                             | |
| Große Hardewiek 1 Lage     | Rosenthal, Minna      | 30. September 2014 | HIER WOHNTE MINNA ROSENTHAL VERH. MATHIAS JG. 1895 DEPORTIERT 1941 MINSK ERMORDET                                                                           | |
| Steinmarner Straße 10 Lage | Erdmann, Hanna        | 30. September 2014 | HIER WOHNTE HANNA ERDMANN GEB. BOHRER JG. 1896 VERHAFTET 1940 ‘HEIMTÜCKEGESETZ’ DEPORTIERT 1943 THERESIENSTADT BEFREIT/ÜBERLEBT                             | |
| Poststraße 11 Lage         | Blumenthal, Hermann   | 30. September 2014 | HIER WOHNTE HERMANN BLUMENTHAL JG. 1873 DEPORTIERT 1941 RIGA-JUNGFERNHOF ERMORDET                                                                           | |
| Poststraße 11 Lage         | Blumenthal, Irma      | 30. September 2014 | HIER WOHNTE IRMA BLUMENTHAL VERH. LANDAU JG. 1905 FLUCHT 1939 ENGLAND                                                                                       | |
| Poststraße 11 Lage         | Blumenthal, Kurt      | 30. September 2014 | HIER WOHNTE KURT BLUMENTHAL JG. 1907 DEPORTIERT 1941 ŁODZ/LITZMANNSTADT ERMORDET 15.7.1942                                                                  | |
| Poststraße 11 Lage         | Blumenthal, Selma     | 30. September 2014 | HIER WOHNTE SELMA BLUMENTHAL GEB. COHEN JG. 1875 GEDEMÜTIGT/ENTRECHTET TOT 21.10.1938                                                                       | |
| Poststraße 11 Lage         | Ehrlich, Erika        | 30. September 2014 | HIER WOHNTE ERIKA EHRLICH VERH. NEWMANN JG. 1914 FLUCHT 1940 ENGLAND                                                                                        | |
| Beethovenallee 7 Lage      | Janecke, Marianne     | 8. Oktober 2013    | HIER WOHNTE MARIANNE JANECKE JG. 1934 EINGEWIESEN 25.10.1940 ROTENBURGER ANSTALTEN ‘VERLEGT’ 12.10.1941 KINDERFACHABTEILUNG UCHTSPRINGE ERMORDET 10.12.1941 | |
| Dohrmannstraße 1 Lage      | Sternberg, Augusta    | 8. Oktober 2013    | HIER WOHNTE AUGUSTA STERNBERG GEB. PIASSEK JG. 1894 FLUCHT 1940 SHANGHAI ÜBERLEBT                                                                           | |
| Dohrmannstraße 1 Lage      | Sternberg, Hermann    | 8. Oktober 2013    | HIER WOHNTE HERMANN STERNBERG JG. 1893 ‘AKTION ARBEITSSCHEU REICH’ 1938 SACHSENHAUSEN FLUCHT 1939 SHANGHAI ÜBERLEBT                                         | |
| Kirchenpauerstraße 1 Lage  | Weinberg, Bernhard    | 8. Oktober 2013    | HIER WOHNTE BERNHARD WEINBERG JG. 1872 DEPORTIERT 1942 THERESIENSTADT ERMORDET 18.1.1943                                                                    | |
| Kirchenpauerstraße 1 Lage  | Weinberg, Friederike  | 8. Oktober 2013    | HIER WOHNTE FRIEDERIKE WEINBERG GEB. KAYSER JG. 1878 DEPORTIERT 1942 THERESIENSTADT BEFREIT/ÜBERLEBT                                                        | |
| Poststraße 11 Lage         | Jacobsohn, Herta      | 8. Oktober 2013    | HIER WOHNTE HERTA JACOBSOHN GEB. EHRLICH JG. 1913 DEPORTIERT 1942 AUSCHWITZ ERMORDET 1942                                                                   | Bild gesucht Die Wikipedia wünscht sich an dieser Stelle ein Bild vom Ort mit diesen Koordinaten 53.863638888889 8.6968611111111 . Motiv: Stolperstein Poststraße 11 Falls du dabei helfen möchtest, erklärt die Anleitung , wie das geht. BW |
| Poststraße 11 Lage         | Ehrlich, Leo          | 8. Oktober 2013    | HIER WOHNTE LEO EHRLICH JG. 1886 ‘SCHUTZHAFT’ 1938 SACHSENHAUSEN DACHAU 1941 BUCHENWALD ‘VERLEGT’ 2.3.1942 BERNBURG ERMORDET 2.3.1942                       | |
| Poststraße 11 Lage         | Ehrlich, Lieschen     | 8. Oktober 2013    | HIER WOHNTE LIESCHEN EHRLICH GEB. GOLDSCHMIDT JG. 1888 DEPORTIERT 1942 AUSCHWITZ ERMORDET 1942                                                              | Bild gesucht Die Wikipedia wünscht sich an dieser Stelle ein Bild vom Ort mit diesen Koordinaten 53.863638888889 8.6968611111111 . Motiv: Stolperstein Poststraße 11 Falls du dabei helfen möchtest, erklärt die Anleitung , wie das geht. BW |
| Strichweg 29 Lage          | Cahn, Max Moritz      | 8. Oktober 2013    | HIER WOHNTE MAX MORITZ CAHN JG. 1865 DEPORTIERT 1942 THERESIENSTADT ERMORDET 5.5.1943                                                                       | |
| Deichstraße 20 Lage        | Dankner, Oskar        | 13. Oktober 2012   | HIER WOHNTE OSKAR DANKNER JG. 1890 VERHAFTET 1937 ‘DEVISENVERGEHEN’ GEFÄNGNIS GLATZ TOT 7.12.1938 ‘LUNGENLEIDEN’                                            | |
| Große Hardewiek 1 Lage     | Rosenthal, Bernhard   | 13. Oktober 2012   | HIER WOHNTE BERNHARD ROSENTHAL JG. 1865 DEPORTIERT 1942 THERESIENSTADT ERMORDET 20.12.1942                                                                  | |
| Holstenstraße 7 Lage       | Wallach, Anna         | 13. Oktober 2012   | HIER WOHNTE ANNA WALLACH GEB. DAVIDSOHN JG. 1881 DEPORTIERT 1942 ERMORDET IN THERESIENSTADT                                                                 | |
| Holstenstraße 7 Lage       | Wallach, Benjamin     | 13. Oktober 2012   | HIER WOHNTE BENJAMIN WALLACH JG. 1867 DEPORTIERT 1942 ERMORDET IN THERESIENSTADT                                                                            | |